# Iko Uwais
Iko Uwais, all'anagrafe Uwais Qorny (Giacarta, 12 febbraio 1983), è un attore e artista marziale indonesiano.

## Biografia
Uwais è nato a Giacarta nel 1983. Il suo nome fu scelto in onore del mistico Uwais Qarni, fondatore della tradizione Uwaisi nell'Islam. All'età di 10 anni ha incominciato a praticare la pencak silat, l'arte marziale indonesiana. Nel 2003 è arrivato terzo al torneo provinciale di Giacarta, mentre nel 2005 è arrivato primo al campionato nazionale nella categoria dimostrativa.
Nel 2007 fu scoperto dal regista gallese Gareth Evans, in Indonesia per girare un film sulla pencak silat, che lo volle come protagonista del suo film Merantau e, in seguito, di The Raid - Redenzione e The Raid 2: Berandal. È comparso anche nel film Man of Tai Chi nel ruolo di un combattente di pencak silat.

## Vita privata
Il 25 giugno 2012 ha sposato la cantante Audy Item. La coppia ha una figlia di nome Atreya Syahla Putri Uwais.

## Filmografia

### Cinema
- Merantau, regia di Gareth Evans (2009)
- The Raid - Redenzione (Serbuan maut), regia di Gareth Evans (2011)
- Man of Tai Chi, regia di Keanu Reeves (2013)
- The Raid 2: Berandal (Serbuan maut 2: Berandal), regia di Gareth Evans (2014)
- Star Wars - Il risveglio della Forza, regia di J. J. Abrams (2015)
- Headshot, regia di Kimo Stamboel, Timo Tjahjanto (2016)
- Beyond Skyline, regia di Liam O'Donnell (2017)
- La notte su di noi (The Night Comes for Us), regia di Timo Tjahjanto (2018)
- Red Zone - 22 miglia di fuoco (Mile 22), regia di Peter Berg (2018)
- Stuber - Autista d'assalto, regia di Michael Dowse (2019)
- Triple Threat - Tripla minaccia (Triple Threat), regia di Jesse V. Johnson (2019)
- Snake Eyes: G.I. Joe - Le origini (Snake Eyes: G.I. Joe Origins), regia di Robert Schwentke (2021)
- Fistful of Vengeance, regia di Roel Reiné (2022)
- I mercenari 4 - Expendables (Expend4bles), regia di Scott Waugh (2023)
- Ash - Cenere mortale (Ash), regia di Flying Lotus (2025)

### Televisione
- Wu Assassins - serie TV, 10 episodi (2019-in corso)

## Doppiatori italiani
Nelle versioni in italiano dei suoi film, Iko Uwais è stato doppiato da:
- Flavio Aquilone in La notte su di noi, Wu Assassins, Fistful Of Vengeance, I mercenari 4 - Expendables
- Massimo Triggiani in Merantau
- Renato Novara in The Raid - Redenzione
- Osmar Santucho in The Raid 2 - Berandal
- Raffaele Carpentieri in Headshot
- Alessandro Germano in Beyond Skyline
- Alessandro Campaiola in Red Zone - 22 miglia di fuoco
- Francesco Meoni in Stuber - Autista d'assalto
- Federico Viola in Snake Eyes: G.I. Joe - Le origini
- Alessio Puccio in Triple Threat